# جوانا ليخ
جوانا ليخ (بالبولندية: Joanna Lech)‏ (25 يناير 1984، جيشوف في بولندا)؛ كاتِبة وشاعرة بولندية. درست في جامعة ياغيلونيا.